# Onna
Onna (女, lit. mulher) é um filme japonês de drama de 1948 escrito e dirigido por Keisuke Kinoshita.

## Sinopse
Toshiko, uma dançarina, é abordada por Tadashi, seu namorado, que exige que ela cancele seus compromissos para encontrá-lo na cidade de Hakone. Embora cansada de seu comportamento criminoso, ela faz o que ele manda, mas depois de saber que ele esteve envolvido em um roubo e no assassinato de um policial, ela implora que ele a deixe. Tadashi explica que cometeu o crime por estar numa situação desesperadora após seu retorno da guerra, e promete mudar seus hábitos caso ela permaneça com ele. Ao chegarem em Atami, Tadashi rouba o dinheiro de uma loja de penhores para pagar uma passagem para Hamamatsu, e Toshiko percebe que sua promessa era uma mentira. Toshiko, perseguida por Tadashi que ameaça matá-la, recorre à polícia, que prende Tadashi.

## Elenco
- Mitsuko Mito como Toshiko
- Eitarō Ozawa como Tadashi

## Produção, lançamento e recepção
Onna foi filmado em vários locais dentro e fora da cidade de Atami. O filme foi lançado em 2 de abril de 1948 no Japão.
De acordo com um artigo sobre Kinoshita no periódico New Japan publicado pelo Mainichi Shimbun, ele conseguiu combinar, no filme, um "estilo lírico com um ângulo psicológico".

## Legado
Onna foi apresentado em Nova York no ano de 2012 pela associação Film at Lincoln Center como parte de sua retrospectiva sobre Keisuke Kinoshita, e no Festival Internacional de Cinema de Berlim de 2013, onde foi anunciado como um "retrato desesperado de um paixão letal tendo como pano de fundo um Japão tentando retornar a algum tipo de normalidade", consistindo em "imagens perigosamente inclinadas em que tudo parece estar fora de equilíbrio".
Onna foi lançado em DVD no Japão em 2012 como parte do conjunto de DVD intitulado "Keisuke Kinoshita 100th birthday volume 2".

## Prêmios
- Mainichi Film Award de Melhor Diretor para Keisuke Kinoshita (por Onna, Shōzō e Hakai)[10]